# Heinz Korpjuhn
Heinz Korpjuhn (* 25. Juni 1929; † 29. August 2007 in Marl) war ein deutscher Fußballspieler.

## Karriere
Korpjuhn gehörte als Torhüter dem TSV Marl-Hüls an, mit dem er als Vertreter des Fußball- und Leichtathletik-Verbandes Westfalen an der Endrunde um die Deutsche Amateurmeisterschaft teilnahm und das Finale erreichte. Das am 26. Juni 1954 in der Gelsenkirchener Glückauf-Kampfbahn gegen die Spvgg. 03 Neu-Isenburg als Vertreter des Hessischen Fußball-Verbandes ausgetragene Spiel gewann seine Mannschaft mit 6:1.
In der Saison 1954/55 – nachdem sein Verein als Meister aus der Staffel 4 der seinerzeit drittklassigen Landesliga Westfalen in die 2. Oberliga West aufgestiegen war – kam er im Wettbewerb um den DFB-Pokal zum Einsatz. Das am 15. August 1954 beim 1. FC Nürnberg ausgetragene Vorrundenspiel wurde mit 0:2 verloren.
Mit dem Aufstieg in die Oberliga West im Jahr 1960 hielt sich sein Verein in der seinerzeit höchsten Spielklasse im deutschen Fußball als zwölfte von 16 Mannschaften; er trug in 18 von 30 Punktspielen dazu bei. In der Folgesaison, in der er sieben Punktspiele bestritten hatte, konnte der Abstieg soeben noch abgewendet werden, nicht so am Saisonende 1962/63, in der er in vier Punktspielen eingesetzt wurde.

## Erfolge
- Aufstieg in die Oberliga West 1960
- Deutscher Amateurmeister 1954

## Ableben
Korpjuhn verstarb im Jahr 2007; die Beisetzung fand am 3. September im Marler Stadtteil Alt-Marl auf dem  Friedhof an der Hochstraße statt.